# Гриллоблаттиды

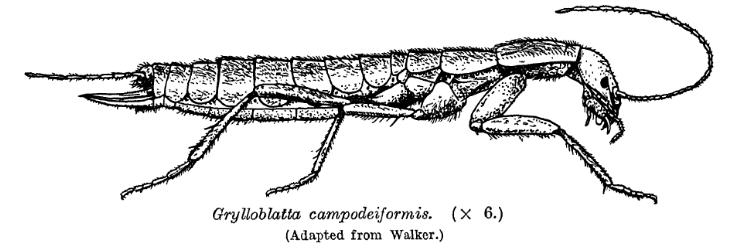
Grylloblatta campodeiformis

Гриллоблаттиды (лат. Grylloblattidae) — семейство бескрылых насекомых из отряда тараканосверчков (Notoptera). Северное полушарие: Сибирь, Дальний Восток, Северная Америка. Известно 34 вида. Экстремофилы, обитающие в холодных условиях, в горах и пещерах, под камнями и около ледников. Как правило, ночные насекомые, питающиеся детритом, всеядные или хищники. Имеют длинные усики (23—45 сегментов) и длинные церки (5—12 сегментов). Имаго имеют длину 2—3,5 см. Лапки пятичлениковые. Яйца чёрного цвета откладывают по одному в почву или мох. Личинки проходят 8 нимфальных стадий развития за период до 7 лет, прежде чем достигнут половой зрелости. Живые ископаемые.

## Распространение и экология
Grylloblattidae распространены в ледниках, пещерах, горных районах, а иногда и в лесах на более низких высотах в западной части Северной Америки, Восточной Азии (Корея и Япония), Центральной Азии (Сибирь, Китай и Казахстан). Прогнозируется, что они будут встречаться и в некоторых других горных цепях Азии, включая части Гималаи.
Grylloblattodea — ночные экстремофилы, обычно обитающие в лиственной подстилке и под камнями в экстремально холодных условиях, как правило, на больших высотах. Известно, что они обитают в холодных лесах умеренной зоны до ледников и краев ледяных щитов. Оптимальная температура их жизни находится в пределах 1—4 °C. При более низких температурах они могут погибнуть из-за образования льда в теле, поэтому, когда температура падает ниже их оптимального диапазона, они выживают, живя под снежным покровом у почвы. У них очень узкий диапазон температур, которые они предпочитают, и они не выдерживают высоких температур; многие виды погибают, когда температура поднимается примерно на 5 °C выше их оптимальной температуры. Они перемещаются в зависимости от времени года, чтобы поддерживать оптимальную температуру в своей кормовой среде.

## Биология
Гриллоблаттиды всеядны, но питаются в основном мертвыми членистоногими и падалью. Когда остатков членистоногих мало, они питаются растительным материалом. Ископаемый вид †Plesioblattogryllus magnificus из средней юры имел сильные мандибулы и, как полагают, был хищником.
Поведению гриллоблаттид посвящена работа Нормы Форд, опубликованная в 1926 году, где она поместила этих насекомых в отряд Grylloblatta.

## Систематика
5 родов, 34 вида. Их ближайшими родственниками среди современных насекомых являются Mantophasmatidae. Вместе с примерно 50 вымершими семействами гриллоблаттиды образуют подотряд Grylloblattodea, ранее рассматриваемый в статусе самостоятельного отряда насекомых. Первый представитель современных гриллоблаттид был описан в 1914 году из Северной Америки (провинция Альберта) канадским энтомологом Эдмундом Уокером (англ. Edmund Murton Walker; 1877—1969) и первоначально помещён им в отряд прямокрылые.
- Galloisiana Caudell, 1924 — Япония, Китай, Корея, 10 видов
- Grylloblatta Walker, 1914 — Северная Америка, 11 видов[18]
- Grylloblattella Storozhenko, 1988 — Сибирь, Китай, Корея, 3 вида
  - Grylloblattella cheni Bai, Wang & Yang 2010 — Китай
  - Grylloblattella pravdini (Storozhenko & Oliger 1984) — Алтай, ~Телецкое
  - Grylloblattella sayanensis Storozhenko 1996 — Саяны (Россия, Сибирь)[19]
- Grylloblattina Bei-Bienko, 1951 — Дальний Восток (Приморский край), 1 вид[20]
  - Grylloblattina djakonovi
- Namkungia Storozhenko & Park, 2002 — Корея, 2 вида